# Mario Alemanno
Mario Alemanno (Roma, 17 maggio 1935 – Roma, 7 gennaio 2024) è stato un magistrato e giurista italiano, presidente della Corte dei Conti - sezione Enti Locali, dal 2006 al 2010.

## Biografia
Dopo aver conseguito la laurea in giurisprudenza nel 1958 all'Università La Sapienza, fu assunto al Ministero della difesa e nel 1966 vinse il concorso per la Corte dei conti, entrando così nell'organo della magistratura contabile dello Stato.
Nell'ambito dell'istituzione svolse la sua carriera di magistrato. Dal 1997 al 2010 presiedette sezioni giurisdizionali e di controllo della Corte dei Conti. Andò in pensione nel 2010 come presidente onorario della stessa Corte.

## Attività accademica
Nel corso della sua carriera fu docente del corso “Controlli amministrativi” presso la Sezione di Roma della Scuola di perfezionamento in Scienze amministrative dell'Università di Bologna, docente del corso annuale sul “Bilancio dello Stato” della Scuola Superiore della Pubblica Amministrazione di Roma, docente del corso su “L'attività privatistica della pubblica amministrazione” presso la Sezione di Roma della Scuola di perfezionamento in scienze amministrative dell'Università degli Studi di Bologna e docente a contratto della Cattedra di “diritto pubblico dell'economia” della Facoltà di Scienze Politiche dell'Università degli Studi di Teramo, docente di Diritto pubblico dell'Economia presso l'Università degli Studi La Sapienza di Roma.

## Attività scientifica
Fu membro dell'Institute Internationale des Sciences Administratives (IISA) di Bruxelles, dell'Internationales Institut für Rechts- und Verwaltungssprache (IIRVS) di Berlino-Bonn, dell'Istituto Superiore di formazione nelle scienze gestionali ed amministrative (ISFOP) dell'Aquila e dell'Associazione per gli scambi culturali tra giuristi italiani e tedeschi di Milano.
Fu autore di numerosi articoli di dottrina in materia di diritto amministrativo, contabilità pubblica, diritto pubblico dell'economia e scienza dell'amministrazione, pubblicati su Rivista Trimestrale di Diritto Amministrativo, Foro Italiano, Rivista Trimestrale di Scienze Amministrative, Scienza e Tecnica dell'organizzazione nella pubblica amministrazione e Rivista della Corte dei conti.

## Opere
- Lezioni di contabilità di Stato, ed. CAFI, Roma 1980;
- Haushalt und Rechnungswesen, Langenscheidt Verlag, Berlin/München 1980;
- Economia pubblica / Öffentliche Wirtschaft, Karl Heymanns Verlag KG, Berlin/München 1983;[4]
- Manuale di diritto pubblico dell'economia, ed. Kappa, Roma 1995.

## Onorificenze
Nel 2010 fu insignito dell'onorificenza di Commendatore della Repubblica Italiana.